# Diene di Danishefsky
Il diene di Danishefsky (conosciuto anche come "diene di Kitahara") è un composto di organosilicio col nome formale di trans-1-metossi-3-trimetilsililossi-1,3-butadiene e prende il nome dal chimico Samuel J. Danishefsky. Essendo un diene molto elettron ricco è un reagente versatile e molto reattivo nella reazione di Diels-Alder. Reagisce infatti rapidamente con alcheni elettrofili, come l'anidride maleica, e il gruppo metossi al suo interno promuove addizioni molto regioselettive. Si conosce la sua reattività con ammine, aldeidi, alcheni e alchini. Le sue reazione con immine  e nitro alcheni  sono state parimenti riportate in letteratura.
Venne sintetizzato per la prima volta per reazione tra trimetilsilil cloruro e 4-metossi-3-buten-2-one e cloruro di zinco, quindi è stato fatto reagire con l'anidride maleica:
Questo diene ha due aspetti interessanti: i sostituenti promuovono addizione regiospecifica verso dienofili asimmetrici e l'addotto risultante è favorevole a ulteriori manipolazioni dei gruppi funzionali presenti. Tipicamente si ottiene un'alta regioselettività per reazione con alcheni asimmetrici evidenziando una forte preferenza per la relazione 1,2 tra il gruppo metossi e il carbonio più elettron-povero dell'alchene, come in questo esempio di reazione Aza-Diels-Alder con un'immina:
In questa reazione il metossi viene eliminato portando alla formazione di un chetone α,β-insaturo. Si può considerare quindi che il silil etere sia un sintone per il gruppo carbonilico.
Sono state riportate molte applicazioni nella sintesi asimmetrica.
Viene inoltre riportato l'uso di derivati fluorinati.